# Peperomia rubramenta
Peperomia rubramenta är en pepparväxt som beskrevs 1950 av William Trelease och Truman George Yuncker. Arten ingår i släktet peperomior, och familjen pepparväxter. Typlokal är Colombia i Sydamerika och inga underarter finns listade i Catalogue of Life.